# Erik Norling
Erik Gustav Norling, född 19 september 1884 i Stockholm, död 10 augusti 1962, var svensk skriftställare och karikatyrtecknare.
Han var son till direktören Gustav Fredrik Paulus Norling och Augusta Adelaide Alma Hoffman. Norling avlade cand. phil-examen i München 1908. Han var medarbetare i Stockholms Dagblad 1906–1909 och litteraturrecensent i Afton-Tidningen 1910–1912 samt vid Aftonbladet 1913–1921. Som författare skrev han en samling noveller men är nog mest känd för sitt memoarverk Mänskligt, indiskreta memoarer om Levertin, Heidenstam, Henning Berger och Birger Mörner. Han var en skicklig karikatyrtecknare och utförde ett antal litteraturhistoriskt intressanta teckningar i anslutning till de litterära striderna på 1910- och 1920-talen. De mest frekventa avbildningarna är på Heidenstam, Levertin och Lundegård. Några av hans teckningar ingår i Kungliga bibliotekets samling och de visades offentligt i samband med Heidenstamutställningen 1959.